# Dieter Staacken
Dieter Staacken (* 1935 in Oldenswort) ist ein deutscher Maler und Schriftsteller.

## Leben
Staacken wuchs in Garding auf. Sein Vater Johannes Staacken war Landarzt. Seine Eltern beschrieb Dieter Staacken später in Jan Ruff & Frau Doktor. Sein Abitur legte er an der Hermann-Tast-Schule in Husum ab. Er studierte in Hannover, Hamburg und München Kunst und Paläografie, hatte zahlreiche Lehraufträge und war Kunstlehrer am Gymnasium Oberalster in Hamburg, dessen Logo er entwarf. Schließlich bildete er am Studienseminar Hamburg Kunstlehrer aus. Staacken kehrte 2002 nach Garding zurück und richtete ein Atelier ein. Er verfasste zahlreiche Bücher, die seine Heimat Eiderstedt beschreiben, darunter Gedichte in niederdeutscher Sprache. Auch als Maler ist er tätig. Viele seiner Bilder sind durch den Kontrast von Positiv- und Negativformen geprägt.
Ferner engagierte sich Staacken ehrenamtlich in Garding. So leitete er 25 Jahre lang den Förderverein für Kunst und Kultur in Garding und setzte sich für den Erhalt des „Alten Rathauses“ und das Gedenken an Theodor Mommsen ein.
Am 10. Juli 2022 ernannte ihn die Stadt Garding zum Ehrenbürger.

## Werke
- Eiderstedt – du himmelweiter Unterschied. Husum-Verlag, Husum 2002.
- Platt-Land. Wachholtz, Neumünster 2008.
- Die Bäumlinge. Wachholtz, Neumünster 2008.
- Rückspiegelungen. Husum-Verlag, Husum 2012.
- LammLand. Husum-Verlag, Husum 2012.
- Jan Ruff & Frau Doktor. Husum-Verlag, Husum 2016.

## Ausstellungen als Maler
- Schleswig: Schloss Gottorf
- Hamburg: Altonaer Museum, Kunsthaus, Patriotische Gesellschaft, Galerie Altschwager, Spiekerhuus, LaCassetta
- Garding: „Die Mühle“, Altes Rathaus
- Itzehoe: Kunstkabinett Gerbers
- Wyk auf Föhr: Kurhaus
- Husum: Nissenhaus, Schloss vor Husum, Rathaus
- Welt: Sommerkirche[3]

## Auszeichnungen
- 2016: Hans-Momsen-Preis[4]